# Leopold Hentschel von Gilgenheimb (General)
Leopold Heinrich Otto Karl Ritter Hentschel von Gilgenheimb (* 24. Dezember 1845 in Posen; † 31. Mai 1919) war ein preußischer General der Infanterie.

## Leben

### Herkunft
Leopold war ein Sohn des preußischen Geheimen Justizrates Josef Hentschel von Gilgenheimb (1803–1860) und dessen Ehefrau Rosalie, geborene Gräfin d’Ambly des Ayvelles (1821–1885).

### Militärkarriere
Gilgenheimb besuchte das Kadettenkorps und wurde am 9. April 1864 als Sekondeleutnant dem Pommerschen Husaren-Regiment (Blücher Husaren Nr. 5) der Preußischen Armee überwiesen. Kurz darauf wechselte er am 12. Mai 1864 mit der Anstellung im 4. Niederschlesischen Infanterie-Regiment Nr. 51 von der Kavallerie zur Infanterie. Mit diesem Verband nahm er 1866 während des Krieges gegen Österreich an der Schlacht bei Skalitz teil. In der Schlacht bei Königgrätz war er zeitweise Führer der 11. Kompanie, mit der er im Dorf Wschestar sieben feindliche Geschütze erobern konnte. Dafür erhielt er den Roten Adlerorden IV. Klasse mit Schwertern.
1870/71 wurde Gilgenheimb im Krieg gegen Frankreich bei der Beschießung von Pfalzburg sowie bei der Belagerung von Paris eingesetzt. Ab dem 1. Dezember 1870 fungierte er als Regimentsadjutant und wurde mit dem Eisernen Kreuz II. Klasse ausgezeichnet. Mit seiner Beförderung zum Premierleutnant erfolgte am 18. November 1871 unter Versetzung in das 2. Hanseatische Infanterie-Regiment Nr. 76 die Kommandierung als Adjutant der 55. Infanterie-Brigade in Karlsruhe. Unter Entbindung von diesem Kommando wurde Gilgenheimb Ende April 1874 zunächst auf ein Jahr zum Großen Generalstab kommandiert. Dieses Kommando verlängerte sich um ein weiteres Jahr, bis er mit der Beförderung zum Hauptmann am 4. April 1876 in den Großen Generalstab versetzt wurde. Daran schlossen sich Verwendungen im Generalstab des V. Armee-Korps und bei der 31. Division an. Von Mitte Oktober 1882 bis Mitte Februar 1884 war Gilgenheimb als Chef der 2. Kompanie im 3. Rheinischen Infanterie-Regiment Nr. 29 tätig und wurde anschließend unter Überweisung zum Generalstab der 16. Division in den Generalstab der Armee zurückversetzt. Dort stieg er im April 1884 zum Major auf und kam ein Jahr später erneut in den Generalstab des V. Armee-Korps. Für ein Jahr war Gilgenheimb Kommandeur des I. Bataillons im Infanterie-Regiment „Herwarth von Bittenfeld“ (1. Westfälisches) Nr. 13 in Münster, bis er am 24. März 1890 als Oberstleutnant unter Stellung à la suite des Großen Generalstabes der Armee nach Württemberg zwecks Übernahme der Geschäfte als Chef des Generalstabes des XIII. (Königlich Württembergisches) Armee-Korps kommandiert wurde. In dieser Eigenschaft avancierte er Ende Januar 1893 zum Oberst und wurde am 27. März 1894 zum Kommandeur des Infanterie-Regiments „Herwarth von Bittenfeld“ (1. Westfälisches) Nr. 13 ernannt.
Als Generalmajor war er dann vom 16. Juni 1896 bis zum 17. August 1899 Kommandeur der 30. Infanterie-Brigade in Koblenz. Anschließend wurde Gilgenheimb mit der Beförderung zum Generalleutnant nach Stettin versetzt und zum Kommandeur der 3. Division ernannt. Anlässlich des Ordensfestes 1903 mit dem Kronenorden I. Klasse ausgezeichnet, erhielt er am 27. Januar 1903 den Rang und die Gebührnisse eines Kommandierenden Generals. Am 1. April folgte seine Ernennung zum Kommandierenden General des XV. Armee-Korps in Straßburg sowie am 14. November 1903 die Beförderung zum General der Infanterie. In Würdigung seiner Verdienste erhielt Gilgenheimb 1904 das Großkreuz des Albrechts-Ordens, und im Februar 1906 das Großkreuz des Bayerischen Militärverdienstordens sowie im Juni 1906 das Großkreuz des Roten Adlerordens mit Eichenlaub und Schwertern am Ringe. In Genehmigung seines Abschiedsgesuches wurde Gilgenheimb am 13. Januar 1910 mit der gesetzlichen Pension zur Disposition gestellt.
Er war Ritter des Schwarzen Adlerordens und lebte nach seiner Verabschiedung in Stuttgart.
Während des Ersten Weltkriegs wurde Gilgenheimb wiederverwendet und als Kommandierender General des Stellvertretenden Generalkommandos des XV. Armee-Korps eingesetzt.

### Familie
Gilgenheimb verheiratete sich am 12. Juni 1869 in Breslau mit Maria Willert (* 1848). Aus der Ehe gingen folgende Kinder hervor:
- Alfred (1870–1904), deutscher Kapitänleutnant im Admiralstab
- Leopold Paul (1871–1872)
- Max Johannes (1872–1918), preußischer Major im Grenadier-Regiment „König Friedrich III.“ (2. Schlesisches) Nr. 11 ⚭ 25. Oktober 1904 Theresia Losky (* 1878)
- Kurt (1877–1918), deutscher Fregattenkapitän und Lehrer an der Marineschule Mürwik, Nachrichtenbüro im Reichsmarineamt, Admiralstab
- Dorothea (* 1885) ⚭ 15. Mai 1908 Ludwig von Hütz, preußischer Rittmeister im 2. Rheinischen Husaren-Regiment Nr. 9